# Tokarnia (Subkarpaten)
Tokarnia is een plaats in het Poolse district Sanocki, woiwodschap Subkarpaten. De plaats maakt deel uit van de gemeente Bukowsko en telt 200 inwoners.